# Concorde Olympique Trith Basket Porte du Hainaut
La CO Trith Basket Porte du Hainaut, ou son nom complet Concorde Olympique Trith Basket Porte du Hainaut ou encore plus simplement COTBPH, est un club français de basket-ball et situé dans le Nord, à Trith-Saint-Léger. 
L'équipe première féminine évolue pour la saison 2018-2019 en NF1, troisième division nationale du basket-ball féminin en France et la première amateur, sous la Ligue féminine de basket et de la Ligue féminine 2.

## Historique
En 1972, le club a été créé, marquant le début de son histoire. Après plusieurs années de développement, en 2009, l'équipe première féminine a atteint le niveau NF3. En 2012, le club a célébré son 40e anniversaire, un jalon important dans son évolution. L'année 2015 a vu l'équipe féminine première progresser jusqu'en NF2, tandis qu'en 2017, le club a constitué une équipe féminine U18 pour les jeunes de moins de 18 ans. En 2018, l'équipe première féminine a franchi une nouvelle étape en accédant à la NF1. Enfin, en 2022, le club a marqué ses 50 ans, soulignant un demi-siècle de passion et de succès.

## Palmarès
- Poussines championnes départemental en 2013
- Vice-champion de France de NF3 en 2015[2]
- Poussins champions District Valenciennois en2017
- Minimes garçons champion District Valenciennois en
- Champion régional U15 (moins de 15 ans) féminine en 2017
- Champion de France de NF2 en 2018[3]

## Supporters
Créé en 2008, le Kop Jaune et Bleu 59, ou KJB 59, est le groupe de supporters qui encourage l'équipe première du club. Il monte en puissance lors de la saison 2017-2018, alors que l'équipe évolue en NF2.

## Effectif NF1 Saison 2021-2022
- Entraineur : Vincent Verryser
- Entraineur adjoint : Johann Biel